# Andrzej Cofalik
Andrzej Bogdan Cofalik (né le 8 septembre 1968 à Palowice en Pologne) est un haltérophile polonais.

## Carrière
Il commence à s'entrainer en 1982 dans le club de Górnik Czerwionka, en suivant les traces de ses frères. Il participe aux Jeux olympiques d'été de 1992, quatre ans plus tard à Atlanta il remporte la médaille de bronze. Il réalise son plus grand succès en 1997 à Chiang Mai en Thailande, lorsqu'il devient champion du monde.

## Palmarès

### Jeux Olympiques
- Médaille de Bronze lors des Jeux olympiques de 1996 à Atlanta (États-Unis).

### Championnats du Monde
- Médaille d'Or lors des Championnats du Monde 1997 à Chiang Mai (Thailande).

### Championnats d'Europe
- Médaille d'Argent lors des Championnats d'Europe 1995 à Varsovie (Pologne).

### Championnats de Pologne
- Médaille d'Or aux Championnats de Pologne 1995, 1996, 1997, 1998 et 2000 (83 kg)
- Médaille d'Or aux Championnats de Pologne 1990 et 1991 (75 kg)
- Médaille d'Argent aux Championnats de Pologne 1993, 1994 et 1999

### Championnats de Pologne des moins de 23 ans
- Médaille d'Or aux Championnats de Pologne des moins de 23 ans 1989, 1990 et 1991
- Médaille d'Argent aux Championnats de Pologne des moins de 23 ans 1988

### Championnats de Pologne des juniors
- Médaille d'Argent aux Championnats de Pologne des juniors 1988
- Médaille de Bronze aux Championnats de Pologne des juniors  1987